# Kanton Pont-Audemer
Kanton Pont-Audemer (fr. Canton de Pont-Audemer) je francouzský kanton v departementu Eure v regionu Horní Normandie. Skládá se ze 14 obcí.

## Obce kantonu
- Campigny
- Colletot
- Corneville-sur-Risle
- Fourmetot
- Manneville-sur-Risle
- Pont-Audemer
- Les Préaux
- Saint-Germain-Village
- Saint-Mards-de-Blacarville
- Saint-Symphorien
- Selles
- Tourville-sur-Pont-Audemer
- Toutainville
- Triqueville